# Hosapura, Tirumakudal Narsipur
Hosapura là một làng thuộc tehsil Tirumakudal Narsipur, huyện Mysore, bang Karnataka, Ấn Độ.